# Кируна (аэропорт)
Аэропорт Кируна (швед. Kiruna flygplats; код IATA KRN, код ICAO ESNQ) — самый северный аэропорт Швеции. Расположен в 9 км от Кируны.

## Проишествия
15 марта 2012 года военно-транспортный самолёт C-130J Super Hercules Королевских ВВС Норвегии врезался в западный склон горы Кебнекайсе недалеко от Кируны, Швеция. Все находившиеся на борту пять членов экипажа погибли.